# Athlītikos Politistikos Syllogos Chalkanoras Idaliou
L'Athlītikos Politistikos Syllogos Chalkanoras Idaliou  (in greco Αθλητικός Πολιτιστικός Σύλλογος Χαλκάνορας Ιδαλίου), meglio noto come Chalkanoras Idaliou, è una squadra di calcio cipriota di Dali.

## Storia
Il Chalkanoras fu fondato nel 1948 come Εθνικός Αγροτικός Σύλλογος Ιδαλίου (Associazione Nazionale Agricola Dali), assumendo la sua attuale denominazione del 1950; prese il posto di una precedente squadra di calcio, denominata FC Idaliou.
Nella sua storia il Chalkanoras conta due presenze (per altro consecutive) nella massima divisione cipriota, ottenendo la sua migliore posizione con il 12º posto nel 1976-1977.
Il suo nome deriva dal re e fondatore dell'antica Dali, Chalkanor.

## Palmarès

### Competizioni nazionali
- B' Katīgoria: 1

1975-1976
- Divisione C cipriota: 2

1998-1999, 2009-2010

### Altri piazzamenti
- B' Katīgoria:

Terzo posto: 1989-1990